# 图雪 (安省)
图雪（法語：Toussieux，法語發音：[tusjø] ⓘ）是法国安省的一个市镇，位于该省西南部，属于布雷斯地区布尔格区。

## 地理
图雪（45°57'38"N, 4°49'43"E）面积4.74 平方千米，位于法国奥弗涅-罗讷-阿尔卑斯大区安省，该省份为法国东部省份，北起汝拉省，西北接索恩-卢瓦尔省，西接罗讷省和里昂大都会，南至伊泽尔省，东与萨瓦省、上萨瓦省和瑞士接壤。
与图雪接壤的市镇（或旧市镇、城区）包括：米塞里约、朗塞、雷里约。

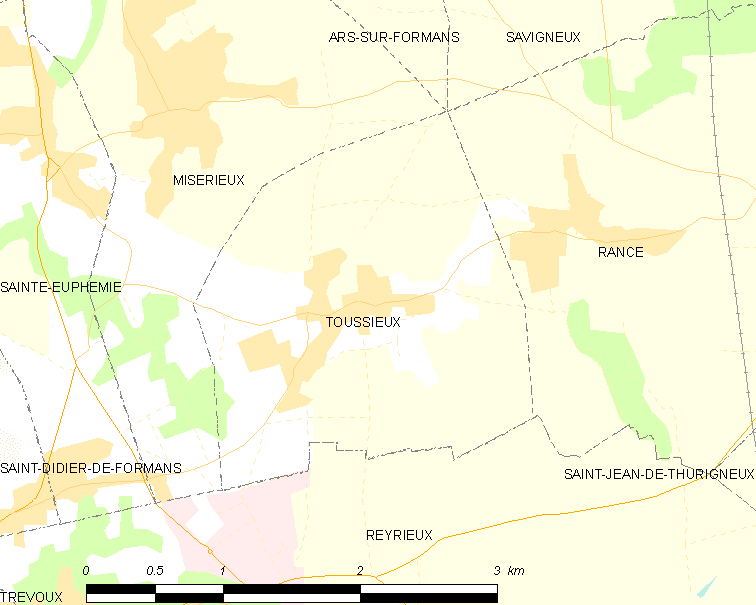
的OSM定位图

图雪的时区为UTC+01:00、UTC+02:00（夏令时）。

## 行政
图雪的邮政编码为01600，INSEE市镇编码为01423。

## 政治
图雪所属的省级选区为特雷武县。

## 人口

1962-2008年间人口变化图示

图雪于2022年1月1日时的人口数量为1228人。